# Fogarasi István (református lelkész, 19. század)
Fogarasi István (Kolozsvár, 1800. április 8. – Zilah, 1878. április 26.) református lelkész.

## Élete
Mint árva az egyház költségén a kolozsvári református iskolában tanult; 1832-ben Zilahon lett lelkész és az ottani református gimnáziumban segéd- vagy tiszteletbeli tanár volt; a történelmet és csillagászatot adta elő; a héber, görög, latin, román, francia, olasz és angol nyelvben is jártassággal birt; a komoly műveltségű férfiú a szilágy-szolnoki református egyházmegyének esperese is volt.
Egyetlen halotti beszéde jelent meg nyomtatásban, egy ünnepi prédikációja kéziratban Dombi Lajos gyulai református lelkész birtokában volt.